# Малашенко Михайло Іванович
Михайло Іванович Малашенко (20 листопада 1952, місто Караганда, тепер Казахстан) — радянський діяч, капітан-директор на суднах бази «Рибхолодфлоту» міста Петропавловськ-Камчатський. Член ЦК КПРС у 1990—1991 роках.

## Життєпис
У 1968—1970 роках — учень слюсаря зв'язку шахти № 18 тресту «Октябрьуголь» у Кузбасі.
У 1970—1971 роках — учень електромонтера тресту «Карагандаенерго», лаборант науково-дослідного інституту «Діпровуглегірмаш» міста Караганди Казахської РСР.
З 1971 по 1973 рік служив у Радянській армії.
У 1973 році працював судновим електриком на суднах «Камчатрибфлоту».
У 1973—1978 роках — студент Далекосхідного технічного інституту рибної промисловості та господарства.
Член КПРС з 1976 року.
У 1978—1986 роках — матрос, штурман на суднах бази «Рибхолодфлоту» міста Петропавловськ-Камчатський.
З 1986 року — капітан-директор на суднах бази «Рибхолодфлоту» міста Петропавловськ-Камчатський.
Подальша доля невідома.